# 俄羅斯疊相棋
俄羅斯疊相棋（Русские шахматы、Tavreli），是流傳於俄羅斯的俄羅斯疊跳棋與象棋遊戲混合的古老兩人棋類，原先規則已難考究，現在規則是1990年代建立的國際象棋變體。

## 棋具
- 棋盤為8*8的西洋棋棋盤。

- 以兩色圓桶狀的棋子區分敵我。棋子種類如同國際象棋，但兵卒棋子背面有標示。
  - 兵背面有五種：亞馬遜、后、馬、象、車。

## 棋規
- 棋疊：指堆疊在同一棋位的任何方棋子，層數至少為一，堆疊數量無限制，疊放順序不可改。
  - 操作權屬於頂端棋子的所有者，移動方式與兵種也依頂端棋子而定。
  - 移動時，可以全部移動，或留下底下任何數量棋子於原處。
  - 棋子移到敵方處時，該敵棋不移出遊戲而改放在此棋疊底下。

- 當只有一枚的兵棋子移到敵方底行，則翻面表示升級，變為背後指定的兵種。

- 亞馬遜移動如后加馬。

- 其他依照正統的國際象棋規則。[2]

## 外部連結
- 遊戲介紹（页面存档备份，存于）